# دوتا: خون اژدها
دوتا: خون اژدها یک مجموعه تلویزیونی اینترنتی پویانمایی خیال‌پردازی حماسی است که توسط اشلی میلر به عنوان تهیه‌کننده اجرایی ساخته شده‌است. این براساس بازی دوتا ۲، یک بازی ویدیویی ام‌اوبی‌ای ۲۰۱۳ ساخته شده و توسط ولو تولید و منتشر شده‌است. این محصول به‌طور مشترک توسط استودیو میر، نتفلیکس انیمیشن و ولو تولید شده‌است. اولین بار این سریال در ۲۵ مارس ۲۰۲۱ در نتفلیکس اکران شد. این نمایش به سبکی ارائه می‌شود که تلفیق انیمه و کارتون‌های آمریکایی است.
فصل سوم این انیمیشن دوست داشتنی با ۸ قسمت در آگوست ۲۰۲۲ بر روی نتفلیکس پخش شد.

## تولید
این سریال توسط نتفلیکس در فوریه ۲۰۲۱ این همکاری مشترک بین استودیو میر ،نتفلیکس انیمیشن و ولو، توسعه دهندگان دوتا ۲ است.

### صدا پیشگان
- یوری لوونتال[۵] نقش دیویون
- لارا پولور نقش شاهزاده خانم میرانا
- تونی تاد نقش اسلایراک د امبر الدورم
- تروی بیکر به عنوان فراخواننده
- جاش کیتون[۶] نقش برام
- کاری والگرن نقش لونا
- آلیکس ویلتون ریگان نقش سلمانه
- فریا تینگلی نقش فیمرین
- استفانی جاکوبسن نقش درایسای
- آنسون مونت نقش کی‌دن
- جی‌بی بلانک[۷] نقش تروبلید

## قسمت‌ها
| ' |                            |               |                            |              |
| ۱ | «آنچه تندر گفت»            | پارک سو یانگ  | اشلی میلر                  | ۲۵ مارس ۲۰۲۱ |
| ۲ | «شاهزاده خانمِ هیچ»         | کیم اوی جئونگ | استیون ملچینگ              | ۲۵ مارس ۲۰۲۱ |
| ۳ | «سرزمین ناکجا»             | پارک سو یانگ  | اشلی هالوران               | ۲۵ مارس ۲۰۲۱ |
| ۴ | «هیولا در انتهای این کتاب» | کیم اوی جئونگ | میچ ایورسون                | ۲۵ مارس ۲۰۲۱ |
| ۵ | «خطبه آتش»                 | پارک سو یانگ  | استیون ملچینگ              | ۲۵ مارس ۲۰۲۱ |
| ۶ | «شوالیه، مرگ و شیطان»      | کیم اوی جئونگ | اشلی هالوران و میچ آیورسون | ۲۵ مارس ۲۰۲۱ |
| ۷ | «کلمات را بگویید»          | پارک سو یانگ  | امی چو                     | ۲۵ مارس ۲۰۲۱ |
| ۸ | «یک بازی شطرنج»            | کیم اوی جئونگ | اشلی میلر                  | ۲۵ مارس ۲۰۲۱ |

## پخش
دوتا: خون اژدها در ۲۵ مارس ۲۰۲۱ در نتفلیکس پدیدار شد. یک پیش‌پرده تبلیغاتی در ۱۹ فوریه منتشر شد، و یک پیش‌پرده کامل در ۱ مارس دنبال آن آمد. یک ویدیوی تبلیغاتی، با عنوان «احیای دوتا بیس‌هانتر»، در کنار اولین نمایش در یوتیوب منتشر شد. در آن، بیس‌هانتر نوازنده سوئدی «ما در ونتریلو می‌نشینیم و دوتا بازی می‌کنیم» در حال بازی دوتا ۲ است که صحنه‌هایی از خون اژدها در این بین نشان داده شده‌است.

## استقبال
وب سایت بازبینی جمعی ۶۳٪ راتن تومیتوز رتبه‌بندی را بر اساس ۸ بررسی گزارش کرده‌است، با میانگین امتیاز ۶٫۳/۱۰

## یادداشت
1. ↑  Credited as "Co-Executive Producer".
2. ↑  All of them credited as "Supervising Producers".